# Galatský most
Galatský most (Galata Köprüsü) vede přes Zlatý roh v Istanbulu a spojuje čtvrti Galata a Eminonü. Je dlouhý 490 metrů, široký 42 metrů a byl otevřen v prosinci 1994. Má dvě patra, po horním vede silnice a spodní tvoří promenáda lemovaná obchody a restauracemi. Most je zvedací, aby mohly lodě z Bosporu vplouvat do Zlatého rohu.

## Historie
První most přes zlatý roh nechal vybudovat císař Justinián I. V roce 1502 vypsal sultán Bajezid II. soutěž na stavbu nového mostu, do níž se přihlásili i Leonardo da Vinci a Michelangelo Buonarotti, ale z realizace návrhů nakonec sešlo. V roce 1863 vznikl druhý most, dřevěný, který nahradil v roce 1875 železný most postavený francouzskými staviteli. Čtvrtý most postavili Němci v roce 1912 a sloužil až do roku 1992, kdy byl poničen požárem a bylo rozhodnuto o stavbě mostu současného, který vybudovala domácí firma STFA Group.